# Pogonosoma bleekeri
Pogonosoma bleekeri là một loài ruồi trong họ Asilidae. Pogonosoma bleekeri được Doleschall miêu tả năm 1858. Loài này phân bố ở miền Australasia.